# Symbolae Botanicae (Presl)
Symbolae Botanicae (Presl), (abreviado Symb. Bot. (Presl)), é um livro com ilustrações e descrições botânicas que foi escrito pelo  botânico, professor da Boémia, Karel Presl. Foi publicado entre os anos 1830–1858 com o nombre de Symbolae Botanicae sive Descriptiones et Icones Plantarum Novarum...(Presl).